# Hong Kyung-hwan
Hong Kyung-hwan (* 5. Januar 1999 in Gwacheon) ist ein südkoreanischer Shorttracker.

## Werdegang
Hong hatte seinen ersten internationalen Erfolg im Februar 2016 bei den Olympischen Jugend-Winterspielen in Lillehammer. Dort gewann er die Goldmedaille über 500 m. Sein Debüt im Weltcup hatte er zu Beginn der Saison 2016/17 in Calgary, das er auf dem neunten Platz und auf den 12. Platz jeweils über 500 m beendete. Im weiteren Saisonverlauf kam er sechsmal unter die ersten Zehn. Dabei erreichte er mit jeweils Platz zwei über 1500 m in Dresden und in Minsk seine ersten Podestplatzierungen im Weltcupeinzel und zum Saisonende den sechsten Platz im Weltcup über 1500 m. Zudem wurde er in Dresden Dritter mit der Staffel. Bei den Juniorenweltmeisterschaften 2018 in Tomaszów Mazowiecki gewann er mit drei ersten Plätzen und je einen zweiten und dritten Platz die Goldmedaille im Mehrkampf. In der Saison 2018/19 holte er in Salt Lake City über 1000 m seinen ersten Weltcupsieg. Zudem errang er in Almaty und in Turin jeweils den zweiten Platz über 1500 m und in Dresden den dritten Platz über 1000 m. In Calgary wurde er Zweiter mit der Staffel und erreichte zum Saisonende den fünften Platz im Weltcup über 1500 m und den zweiten Rang über 1000 m. Bei den Weltmeisterschaften 2019 in Sofia und bei der Winter-Universiade 2019 in Krasnojarsk gewann er jeweils die Goldmedaille mit der Staffel.

## Weltcupsiege

### Weltcupsiege im Einzel
| Nr. | Datum             | Ort            | Disziplin |
| --- | ----------------- | -------------- | --------- |
| 1.  | 11. November 2018 | Salt Lake City | 1000 m    |
| 2.  | 10. Dezember 2022 | Almaty         | 1500 m    |

### Weltcupsiege im Team
| Nr. | Datum             | Ort        |
| --- | ----------------- | ---------- |
| 1.  | 29. Oktober 2022  | Montreal 1 |
| 2.  | 30. Oktober 2022  | Montreal 2 |
| 3.  | 10. Dezember 2022 | Almaty 3   |

## Persönliche Bestzeiten
- 500 m      40,540 s (aufgestellt am 11. November 2022 in Salt Lake City)
- 1000 m    1:23,230 min (aufgestellt am 4. November 2018 in Calgary)
- 1500 m    2:10,498 min (aufgestellt am 3. Februar 2017 in Dresden)